# 松川梨香
松川 梨香（まつかわ りか、5月18日 - ）は、日本のフリーアナウンサー・音楽評論家。

## 人物
- 神奈川県出身
- 音楽の造詣が深く、主にクラシック音楽を中心に、ロック、ポップス、ジャズなど幅広い音楽に精通。特にクラシック音楽ではNHK-FM放送で長年にわたり解説・パーソナリティーを担当している。
- そのほか、アロマテラピーのインストラクター、ハーバルセラピストの資格をもつ

## 出演番組
- NHK-FM
  - バロックの森（日曜日・リクエストコーナー）
  - 古楽の楽しみ（金曜日）
- TOKYO FM
  - スーパーFMマガジン「インテグラル・ステーションPART1、2」
- FM YOKOHAMA
  - DEPARTURE[1]